# Epimachus meyeri
La paradisea dal becco a falce minore (Epimachus meyeri (Finsch & Meyer, 1885)) è un uccello passeriforme della famiglia Paradisaeidae.

## Descrizione

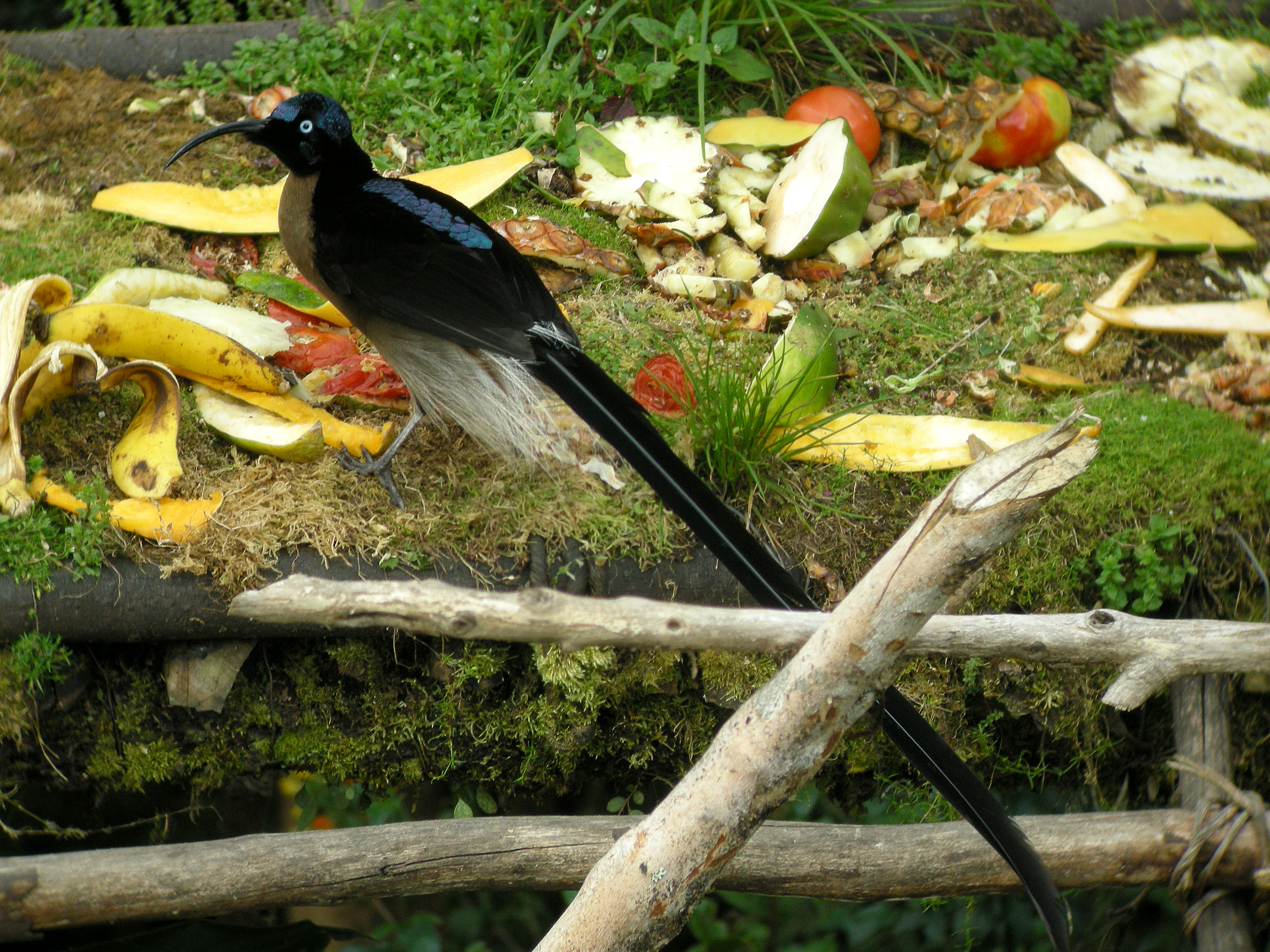
Maschio in natura.

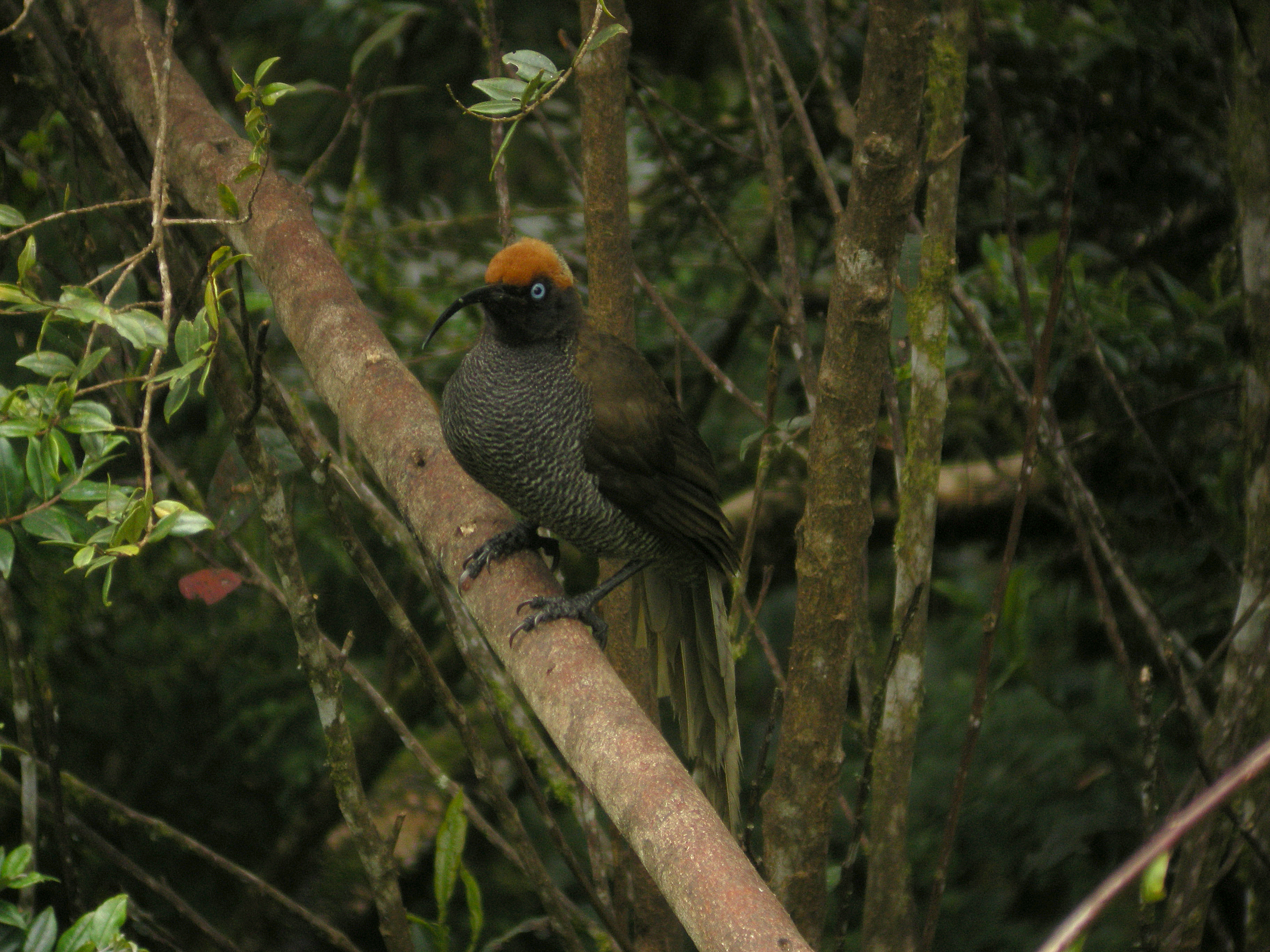
Femmina in natura.

### Dimensioni
Misura circa 49-52 cm di lunghezza, per 140-310 g di peso: nei maschi, a queste misure vanno aggiunti circa 40 cm spettanti alle lunghe penne centrali della coda.

### Aspetto
A prima vista, questi uccelli possono ricordare delle nettarinie in formato gigante, per via del lungo becco ricurvo, del piumaggio che nei maschi assume sgargianti riflessi metallici e della lunga coda.

Come osservabile in quasi tutti gli uccelli del paradiso, anche la paradisea dal becco a falce minore presenta un marcato dicromatismo sessuale: le femmine, infatti, presentano fronte e vertice di colore bruno-arancio, spalle, ali, dorso e coda di color grigio-oliva, guance e gola nerastre e petto, ventre e sottocoda di colore bianco-grigiastro con le singole penne orlate di nero, a dare un aspetto a scaglie. I maschi, invece, sono di colore nero con sfumature metalliche purpuree e verde-azzurre su testa, ali, dorso e coda, mentre il petto ed il ventre sono grigio-olivastri e le lunghe e filamentose penne dei fianchi sono bianche: su fronte, vertice, nuca e groppa, lungo la spina dorsale, sono presenti delle aree bluastre. in ambedue i sessi gli occhi sono grigio-azzurri, mentre becco e zampe sono neri.

## Biologia

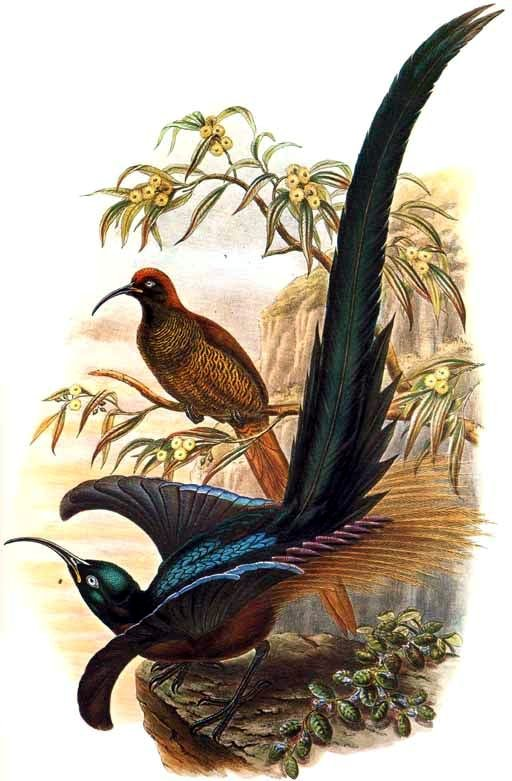
Corteggiamento in un'illustrazione di Richard Bowdler Sharpe: in realtà, durante il rituale di corteggiamento il maschio assume una posa differente da quella illustrata.

Si tratta di uccelli solitari e dalle abitudini diurne, molto schivi e riservati, che passano la maggior parte del tempo nella media e alta canopia alla ricerca di cibo. Nonostante la taglia rispettabile, risulta piuttosto difficile avvistarli nella volta della foresta: più facile è invece udire il richiamo crepitante dei maschi, che può ricordare il suono di una mitragliatrice.

### Alimentazione
La dieta di questi animali si compone in misura quasi uguale di frutta (specialmente drupe) e piccoli animali, come insetti, ragni, millepiedi ed altri invertebrati, oltre che piccoli vertebrati.

### Riproduzione
Il periodo degli amori si estende fra aprile e gennaio: la specie è poligina, coi maschi che si esibiscono in lek per attrarre quante più femmine possibile.
Il corteggiamento ricorda molto quello dell'affine paradisea dal becco a falce maggiore, coi maschi che si posizionano su pali o alberi morti e disponendosi in orizzontale con le penne ventrali ben spiegate ondeggiano come aquiloni. Dopo l'accoppiamento, la femmina si allontana dal maschio (che continua ad esibirsi) e si sobbarca interamente la costruzione del nido, la cova delle due uova e le cure parentali ai nidiacei.

## Distribuzione e habitat
Questi uccelli sono endemici della Nuova Guinea, dove occupano buona parte della Cordigliera Centrale (monti Maoke, monti Bismarck e monti Owen Stanley): l'habitat di questa specie è rappresentato dalla foresta pluviale montana e dalla foresta nebulosa, sia primarie che secondarie, più in quota rispetto alla congenere paradisea dal becco a falce maggiore.

## Tassonomia
Se ne riconoscono tre sottospecie:

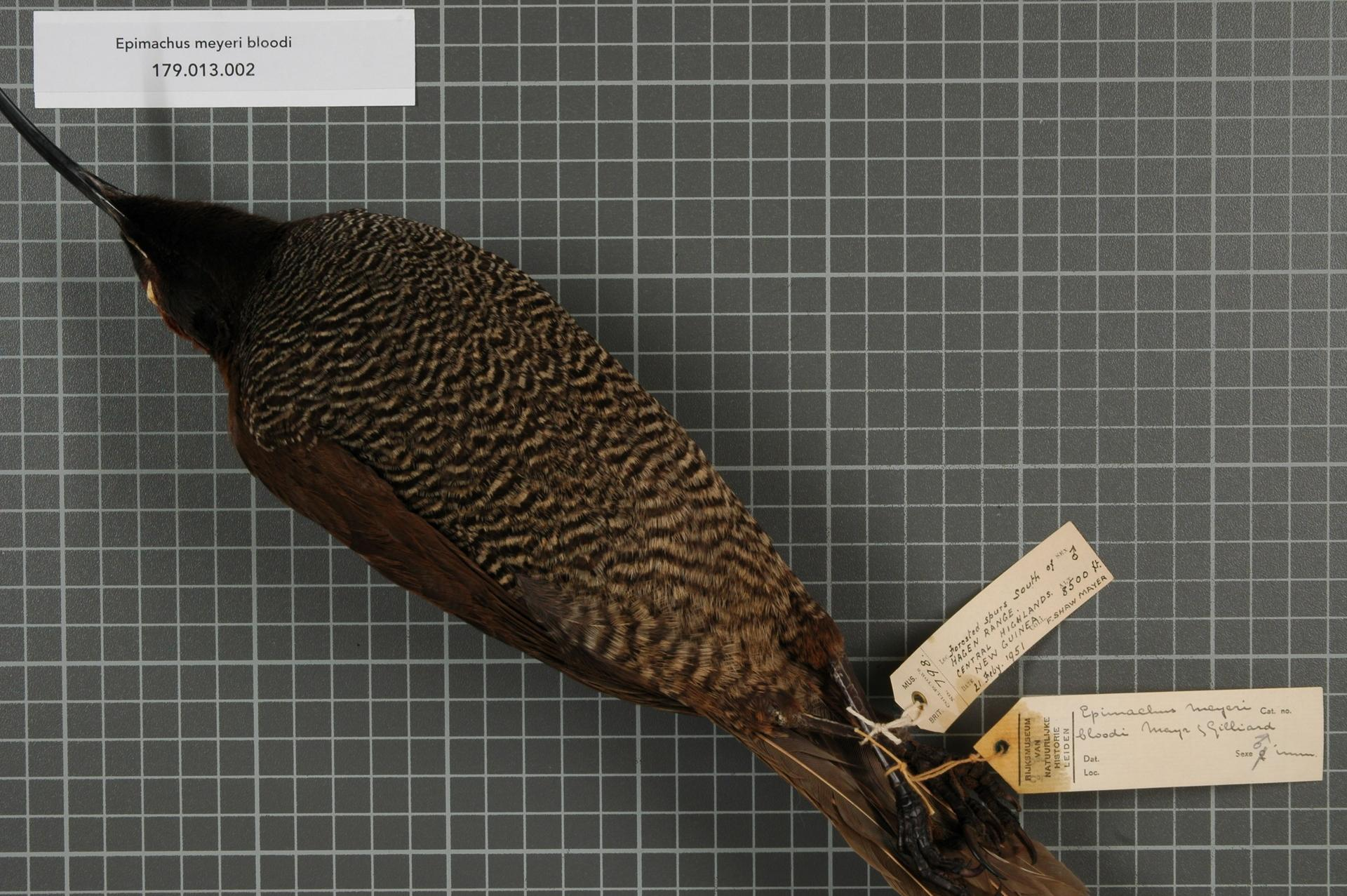
Femmina della sottospecie bloodi.

- Epimachus meyeri meyeri, la sottospecie nominale, diffusa nella penisola di Papua;
- Epimachus fastosus albicans (van Oort, 1915), diffusa nella zona dei monti Hindenburg;
- Epimachus fastosus bloodi Mayr & Gilliard, 1951, diffusa nella zona del monte Hagen e del monte Giluwe;

una quarta sottospecie, Epimachus meyeri megarhynchus, viene considerata un sinonimo di E. m. albicans.
Ne è stata osservata l'ibridazione con l'astrapia della principessa Stefania